# معاهدة الصين وكوريا لعام 1882
معاهدة الصين وكوريا لعام 1882م (بالصينية: 中朝商民水陸貿易章程);الكورية: 조청상민수륙무역장정) هي معاهدة تفاوض عليها ممثلي سلالة تشينغ الصينية وسلالة جوسون في أكتوبر 1882م.  وُصفت هذه الاتفاقية بأنها قواعد الاتصالات والتجارة بين مملكة جوسون ومملكة تشينغ؛ كما سُمِّيت باللوائح الصينية الكورية للتجارة البحرية والبرية. ظلت المعاهدة سارية المفعول حتى عام 1895م. وبعد عام 1895م، فقدت الصين نفوذها على كوريا بسبب الحرب الصينية اليابانية الأولى.

## الخلفية
في عام 1876م، أبرمت كوريا معاهدة تجارية مع اليابان بعد أن اقتربت السفن اليابانية من غانغهوا. أصبحت المفاوضات المتعلقة بالمعاهدات مع العديد من الدول الغربية ممكنة بفضل استكمال هذه المبادرة اليابانية الأولية.
في عام 1882م، أبرم الأميركيون معاهدة وأقاموا علاقات دبلوماسية، كانت بمثابة نموذج للمفاوضات اللاحقة مع القوى الغربية الأخرى.
بعد أسبوعين من معاهدة الولايات المتحدة وكوريا عام 1882، اندلعت ثورة عسكرية في سول أطلق عليها اسم حادثة إيمو احتل فيها الجنود قصر تشانغدوك، قُمعت الثورة من قبل القوات الصينية بعد أن طلبت الحكومة الكورية المساعدة العسكرية منها. بعد الحادثة، بدأ النفوذ السياسي الصيني على كوريا.

## أحكام المعاهدة
تفاوض الصينيون والكوريون ووافقوا على معاهدة متعددة المواد تتضمن أحكامًا تؤثر على العلاقات الدبلوماسية الكورية مع الدول الغربية.
في الأول من أكتوبر عام 1882م، وقع الممثلون الصينيون لي هونغ تشانغ، وتشو فو، وما جيان تشونغ على اتفاقية التجارة البحرية والبرية الصينية الكورية في تيانجين بالصين، مع الممثلين الكوريين جو نينج ها، وكيم هونغ جيب، ويو يون جونج. وضع الجانبان منذ البداية مبدأ توجيهيًّا تكون فيه كوريا دولة تابعة للصين، تتمتع بالحكم الذاتي وليست مستقلة. وقد وافق الجانب الكوري بشكل كامل على هذا المبدأ.
تألفت المعاهدة من ثمانية مواد ومنحت حكومة تشينغ سلسلة من الحقوق في كوريا، بما في ذلك الاختصاص القضائي خارج الإقليم (الاختصاص القنصلي) وسلطة الرقابة الجمركية، وغيرها. بل إنها وضعت الملك الكوري ووزير بيانغ التابع لحكومة تشينغ على قدم المساواة. ومع ذلك، فقد جاء في ديباجة اللائحة:
"إن لوائح التجارة البحرية والبرية الموقعة هذه المرة تهدف إلى إظهار المعاملة التفضيلية التي تمنحها الصين لدولتها التابعة. إنها ليست جزءًا من الأحكام المطبقة بشكل موحد على جميع الدول الموقعة على المعاهدة."
سعت قواعد الاتصالات والتجارة بين مملكة جوسون ومملكة تشينغ إلى التخفيف من آثار زيادة العلاقات الدبلوماسية وتوسيع العلاقات التجارية مع القوى الغربية. وقد أدى الاتفاق المتفاوض عليه إلى عواقب غير مقصودة.

### الاستشهادات
1. 1 2 3  Moon, Myungki. "Korea-China Treaty System in the 1880s and the Opening of Seoul: Review of the Joseon-Qing Communication and Commerce Rules," نسخة محفوظة 2011-10-05 على موقع واي باك مشين. Journal of Northeast Asian History, Vol. 5, No. 2 (Dec 2008), pp. 85–120.
2. 1 2  Chu, Samuel C. (1994). Li Hung-chang and China's Early Modernization, p. 183. في كتب جوجل
3. 1 2  Lin 2014، صفحات 69–71.
4. ↑  Kim, Chun-gil. (2005). The History of Korea, pp. 107–108.، صفحة. 107, في كتب جوجل
5. ↑  Yŏng-ho Ch'oe et al. (2000). Sources of Korean Tradition, p. 235، صفحة. 235, في كتب جوجل; excerpt, "Korea signed a similar accord with the United States (the Treaty of Chelump'o, 1882) that was followed by similar agreements with other Western nations;" Korean Mission to the Conference on the Limitation of Armament, Washington, D.C., 1921–1922. (1922). Korea's Appeal to the Conference on Limitation of Armament, p. 29.، صفحة. 29, في كتب جوجل; excerpt, "Treaty and Diplomatic Relations Between the United States and Korea. Treaty of Friendship, Commerce, and Navigation dated May 22, 1882."
6. ↑  Korean Mission p. 32. في كتب جوجل; ; excerpt, "Treaty and Diplomatic Relations Between the United States and Korea. China's Claims Of Suzerainty Over Korea"; excerpt, "The position assumed by [China] toward Korea since contracting the treaty with it in 1882 has in no wise been affected by recent events. Korea's treaty independence since then has been for us an established and accepted fact."
7. ↑  "晚清中国在朝鲜推行过帝国主义么？". مؤرشف من الأصل في 2024-05-17. اطلع عليه بتاريخ 2024-12-07.{{استشهاد ويب}}:  صيانة الاستشهاد: BOT: original URL status unknown (link)
8. ↑  宋، 成有 (2006). 新编日本近代史. 北京大学出版社. ISBN:9787301107195.

### فهرس
- Chu, Samuel C. (1994). Li Hung-chang and China's Early Modernization. Armonk, New York: Sharpe. (ردمك 1-56324-242-7) (hc); (ردمك 1-56324-458-6) (pb); 246962919
- Kim, Chun-gil. (2005). The History of Korea. Westport, Connecticut: Greenwood Press. (ردمك 0-313-33296-7) (hc); (ردمك 0-313-36053-7) (pb); 56481552
- Duus، Peter (1998). The Abacus and the Sword: The Japanese Penetration of Korea. University of California Press. ISBN:978-0-520-92090-3.
- Kim، Jinwung (2012). A History of Korea: From "Land of the Morning Calm" to States in Conflict. New York: Indiana University Press. ISBN:978-0-253-00024-8.
- Seth، Michael J. (2011). A History of Korea: From Antiquity to the Present. Rowman & Littlefield. ISBN:978-0-742-56715-3.
- Lin، Ming-te (8 ديسمبر 2014)، "Li Hung-chang's Suzerain Policy toward Korea, 1882-1894"، Chinese Studies in History، ج. 24، ص. 69–96، DOI:10.2753/CSH0009-4633240469
- Korean Mission to the Conference on the Limitation of Armament, Washington, D.C., 1921–1922. (1922). Korea's Appeal to the Conference on Limitation of Armament. Washington: U.S. Government Printing Office. 12923609
- Yŏng-ho Ch'oe; William Theodore De Bary; Martina Deuchler and Peter Hacksoo Lee. (2000). Sources of Korean Tradition: Volume Two: From the Sixteenth to the Twentieth Centuries. New York: Columbia University Press. (ردمك 0-231-12030-3) (hc); (ردمك 0-231-12031-1) (pb); 490642365